# Мезон Лафит
Мезон Лафит (фр. Maisons-Laffitte) град је у Француској, у департману Ивлен.
По подацима из 1999. године број становника у месту је био 21.856.

## Демографија
| 1962.  | 1968.  | 1975.  | 1982.  | 1990.  | 1999.  | 2011.  |
| ------ | ------ | ------ | ------ | ------ | ------ | ------ |
| 19 132 | 24 223 | 23 504 | 22 595 | 22 173 | 21.856 | 23.125 |

## Партнерски градови
- Ремаген